# Вишвамитра

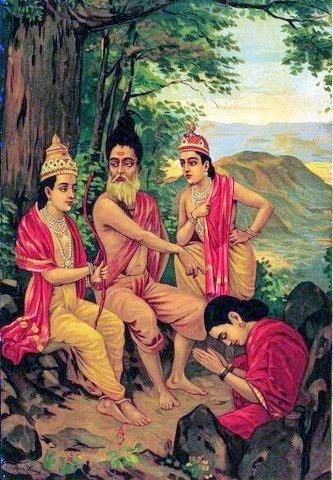

Вишвами́тра (санскр. विश्वामित्र, IAST: viśvāmitra «друг всех»), от рождения Вишваратха, — ведийский мудрец, один из семи великих риши. Ему приписывается авторство бо́льшей части третьей мандалы «Ригведы», включая «Гаятри-мантру». В Пуранах говорится, что за всю историю только 24 риши смогли постичь полный смысл Гаятри-мантры и, соответственно, воспользоваться всей её духовной силой. Вишвамитра был первым из них, а Яджнавалкья — последним.
Индийские брахманы Каушики — потомки Вишвамитры. Их роды («готра»), перечисляются в «Вишну-пуране». Согласно этому тексту, Каушики размножились благодаря бракам с другими родами, первично принадлежавшими к касте кшатриев, как и Вишвамитра, и получившими достоинство брахманов за своё благочестие.

## Жизнеописание
Родословная: Брахма --> Куша --> Кушанабха --> Гадхи --> Вишвамитра (имя при рождении Вишваратха). Родился кшатрием, которому Гадхи передал своё царство. Став царём, Вишвамитра организовал военные походы и захватил близлежащие государства.
Во время походов Вишвамитра попадает в ашрам Васиштхи и узнаёт о волшебной корове Нандини (Сурабхи), которая может исполнять желания. Так как Васиштха отказался отдать корову, то Вишвамитра попытался увести её силой. Эта попытка также оказалась неудачной. Разгневанный царь передаёт власть своему сыну и уходит совершать тапасью, чтобы превзойти мудреца Васиштху.

### Жизнь аскета
Во время аскез к Вишваратхе является богиня Гаятри и даёт ему новое имя — Вишвамитра.
Спустя некоторое время Вишвамитра встречает в лесу бывшего царя Айодхи — Сатьяврата, который был проклят сыном Васиштхи и влачил своё существование как проклятый нищий Тришанку. Желая показать свою силу Вишвамитра обещает Тришанке исполнить его желание попасть на райские планеты. Многие из попыток оканичиваются неудачей.
Чтобы стать риши Вишвамитра совершает соответствующие аскезы. Индра старается ему в этом помешать, но никакая сила не может отвлечь Вишвамитру. Тогда Индра решает соблазнить Вишвамитру красивыми женщинами. С этой целью была отправлена на Землю Рамба, которую Вишвамитра превратил в камень. Индра отправляет с той же целью Менаку, которой удаётся отвлечь Вишвамитру. Впоследствии у Менаки и Вишвамитры рождается дочь Шакунтала, которую ещё младенцем они при расставании оставляют в лесу.
Вишвамитра участвовал в споре небожителей о честности и преданности царя Харишчандры, которого в целях проверки Вишвамитра лишил царства, богатств и семьи.

### Встреча с Рамой
Чтобы прославить Раму Вишвамитра является во дворец Дашаратхи и просит его отпустить 14-летнего Раму для защиты ягьи от ракшасов. Во время странствия учит Раму и Лакшмана мантрам силы для защиты от демонов и передаёт Раме могущественное оружие.
По пути к месту ягьи Рама убивает в лесу якшинью Татаку, а позже при проведении ягьи Вишвамитрой обезвреживает ракшаса Маричу и убивает его брата Субаху.
Вишвамитра приводит братьев во дворец Джанаки для участия в поединке за Ситу, на котором Рама ломает лук Шивы. После бракосочетания Рамы и Ситы Вишвамитра передаёт Раме своё оружие и уходит в Гималаи.

## Экранизации
- телесериал «Вишвамитра» (Vishwamitra, 1995) — режиссёр Дасари Нараяна Рао, в роли Вишвамитры Мукеш Кханна[англ.].
- фильм Brahmarshi Viswamitra (1991) — режиссёр и исполнитель роли Вишвамитры — Нандамури Тарака Рама Рао.
- фильм Raja Rishi (1985) — режиссёр К. Шанкар[англ.], в роли Вишвамитры Шиваджи Ганешан.
- фильм «Свадьба Ситы» (Sita Swayamvar, 1976) - режиссер Бапу.